# Dodge City, Kansas
Dodge City là một thành phố thuộc quận Ford, tiểu bang Kansas, Hoa Kỳ. Năm 2010, dân số của xã này là 27340 người.

## Dân số
Dân số các năm:
- Năm 2000: 25176 người
- Năm 2010: 27340 người